# Need for Speed: Nitro
Need for Speed: Nitro est un jeu vidéo de course arcade développé par EA Montréal et édité par Electronic Arts. Disponible en 2009 sur Wii et Nintendo DS, il est le premier et seul jeu de la série à ne sortir ni sur PC ni sur une console PlayStation.

## Lieux
Le jeu se déroule dans 5 villes. Chaque ville possède un pilote n°1 qui est le chef des pilotes de la ville.
- Rio de Janeiro Pilote n°1 : Thiago
- Le Caire Pilote n°1 : Omar
- Madrid Pilote n°1 : Luis
- Singapour Pilote n°1 : Zarinah
- Dubaï Pilote n°1 : Jawad

## Liste des véhicules
C : Voitures de ville
- Volkswagen Type 2
- Renault 4L
- Nissan Cube
- Volkswagen Beetle
- Hummer H2 SUT
- Chevrolet Camaro SS
- Ford Explorer Sport Trac Adrenalin
- Toyota Corolla GT-S AE86
- Tesla Roadster

B : Voitures de sport
- Ford Escort RS Cosworth
- Dodge Charger R/T
- Chevrolet Corvette Sting Ray
- Subaru Impreza WRX STI
- Mitsubishi Lancer Evolution
- Shelby GT 500
- Nissan 370Z
- Porsche Cayenne Turbo S
- Nissan Skyline GT-R
- Porsche Cayman S

A : Supercars
- Audi TT RS Coupé
- Dodge Challenger
- Ford Shelby GT500
- Audi R8
- Nissan GT-R
- Chevrolet Corvette ZR1
- Lamborghini Gallardo
- Porsche 911 GT3 RS
- Ford GT
- Lamborghini Reventón
- Pagani Zonda R